# おかもととかさ
おかもと とかさは、日本の漫画家。

## 作品リスト

### 漫画作品
- SNSのち現実、時々恋。[注釈 1]（『ハツキス』2016年1月号[1] - 2016年11月号[2]）
- 私の町の千葉くんは。（『ハツキス』2018年1月号[3] - 15号 → 『Kiss』2019年11月号 - 2021年9月号）
- いじわるお兄ちゃん（『Kiss』2023年2月号[4] - 2025年1月号[5]）

### 書籍
特記のない限り、講談社〈講談社コミックスKiss〉より刊行。
- 『私の町の千葉くんは。』2019年 - 2021年、全9巻
- 『SNSのち現実、時々恋。』2020年2月13日発売[6]、全1巻 - 電子書籍限定配信。
- 『いじわるお兄ちゃん』2023年 - 2024年、全3巻
  1. 2023年07月13日発売[7][8]、ISBN 978-4-06-532154-6
  2. 2024年3月13日発売[9]、ISBN 978-4-06-534906-9
  3. 2024年12月13日発売[10]、ISBN 978-4-06-537832-8